# Laver Cup 2017
Pour un article plus général, voir Laver Cup.
Navigation
Édition suivante
La Laver Cup 2017 est la première édition de la Laver Cup, compétition de tennis masculine qui oppose deux équipes de 6 joueurs, la première venant d'Europe et la seconde du reste du monde. Elle se déroule du 22 au 24 septembre 2017, à l'O2 Arena de Prague. Elle est remportée par l'équipe Europe sur le score de 15 à 9. 

## Faits marquants
Pour cette édition inaugurale, on constate un fort déséquilibre entre les deux équipes, dû au fait que les 10 premiers joueurs mondiaux sont européens. Pour son équipe de 6 joueurs, l'Europe est composée de 5 top 10 et du local de l'épreuve Tomáš Berdych (no 19). L'équipe monde est, quant à elle, formée principalement d'Américains, de top 20 et de jeunes espoirs de 18 et 19 ans. Initialement sélectionnés pour l'équipe monde, Milos Raonic (no 11) et Juan Martín del Potro (no 24) déclarent forfait et sont remplacés respectivement par Nick Kyrgios et Frances Tiafoe.
Il faut arriver au 12e et dernier match pour que l'Europe remporte la rencontre. L'équipe Monde a pourtant eu une balle d'égalisation dans l'ultime super tie-break, qui aurait emmené les deux équipes à jouer un match de double d'un seul set pour se départager.
C'est la première fois que Roger Federer et Rafael Nadal jouent un match de double ensemble.
On constate, à l'issue de la première édition, que, malgré le statut officiel de tournoi exhibition dont les matchs ne sont pas reconnus par l'ATP, les joueurs (et les capitaines) ont joué tous les matchs de manière extrêmement sérieuse et très compétitive, à la différence de certains tournois exhibitions davantage placés sous le signe de la légèreté[réf. nécessaire].

## Participants
| Équipe Europe capitaine : Björn Borg | Équipe Europe capitaine : Björn Borg | Équipe Monde capitaine : John McEnroe | Équipe Monde capitaine : John McEnroe |
| Joueur                               | Rang                                 | Joueur                                | Rang                                  |
| Rafael Nadal                         | no 1                                 | Sam Querrey                           | no 16                                 |
| Roger Federer                        | no 2                                 | John Isner                            | no 17                                 |
| Alexander Zverev                     | no 4                                 | Nick Kyrgios                          | no 20                                 |
| Marin Čilić                          | no 5                                 | Jack Sock                             | no 21                                 |
| Dominic Thiem                        | no 7                                 | Denis Shapovalov                      | no 51                                 |
| Tomáš Berdych                        | no 19                                | Frances Tiafoe                        | no 72                                 |
| Fernando Verdasco                    | no 40                                | Thanasi Kokkinakis                    | no 215                                |

## Résultats
| Date              | Discipline | Europe                     | Score               | Monde                  | Points |
| ----------------- | ---------- | -------------------------- | ------------------- | ---------------------- | ------ |
| 22 septembre 2017 | simple     | Marin Čilić                | 7-63, 7-60          | Frances Tiafoe         | 1-0    |
| 22 septembre 2017 | simple     | Dominic Thiem              | 615-7, 7-62, [10-7] | John Isner             | 2-0    |
| 22 septembre 2017 | simple     | Alexander Zverev           | 7-63, 7-65          | Denis Shapovalov       | 3-0    |
| 22 septembre 2017 | double     | Tomáš Berdych Rafael Nadal | 3-6, 7-67, [7-10]   | Nick Kyrgios Jack Sock | 3-1    |
| 23 septembre 2017 | simple     | Roger Federer              | 6-4, 6-2            | Sam Querrey            | 5-1    |
| 23 septembre 2017 | simple     | Rafael Nadal               | 6-3, 3-6, [11-9]    | Jack Sock              | 7-1    |
| 23 septembre 2017 | simple     | Tomáš Berdych              | 6-4, 64-7, [6-10]   | Nick Kyrgios           | 7-3    |
| 23 septembre 2017 | double     | Roger Federer Rafael Nadal | 6-4, 1-6, [10-5]    | Sam Querrey Jack Sock  | 9-3    |
| 24 septembre 2017 | double     | Tomáš Berdych Marin Čilić  | 65-7, 66-7          | John Isner Jack Sock   | 9-6    |
| 24 septembre 2017 | simple     | Alexander Zverev           | 6-4, 6-4            | Sam Querrey            | 12-6   |
| 24 septembre 2017 | simple     | Rafael Nadal               | 5-7, 61-7           | John Isner             | 12-9   |
| 24 septembre 2017 | simple     | Roger Federer              | 4-6, 7-66, [11-9]   | Nick Kyrgios           | 15-9   |